# العلاقات المجرية الفانواتية
العلاقات المجرية الفانواتية هي العلاقات الثنائية التي تجمع بين المجر وفانواتو.

## مقارنة بين البلدين
هذه مقارنة عامة ومرجعية للدولتين:
| وجه المقارنة                                              | المجر                                                       | فانواتو                                  |
| --------------------------------------------------------- | ----------------------------------------------------------- | ---------------------------------------- |
| المساحة (كم2)                                             | 93.04 ألف                                                   | 12.19 ألف                                |
| عدد السكان (نسمة)                                         | 9.78 مليون                                                  | 276.24 ألف                               |
| الكثافة السكانية (ن./كم²)                                 | 105.12                                                      | 22.66                                    |
| العاصمة                                                   | بودابست                                                     | بورت فيلا                                |
| اللغة الرسمية                                             | لغة مجرية                                                   | اللغة البسلاما، لغة فرنسية، لغة إنجليزية |
| العملة                                                    | فورنت مجري                                                  | فاتو فانواتي                             |
| الناتج المحلي الإجمالي (بليون دولار)                      | 139.14 مليار                                                | 862.88 مليون                             |
| الناتج المحلي الإجمالي (تعادل القوة الشرائية) بليون دولار | 260.42 مليار                                                | 790.76 مليون                             |
| الناتج المحلي الإجمالي الاسمي للفرد دولار أمريكي          | 12.36 ألف                                                   | 2.81 ألف                                 |
| الناتج المحلي الإجمالي للفرد دولار أمريكي                 | 25.07 ألف                                                   | 3.03 ألف                                 |
| مؤشر التنمية البشرية                                      | 0.828                                                       | 0.594                                    |
| رمز المكالمات الدولي                                      | +36                                                         | +678                                     |
| رمز الإنترنت                                              | .hu                                                         | .vu                                      |
| المنطقة الزمنية                                           | ت ع م+01:00، ت ع م+02:00، أوروبا/بودابست ‏، توقيت وسط أوروبا | ت ع م+11:00                              |

## منظمات دولية مشتركة
يشترك البلدان في عضوية مجموعة من المنظمات الدولية، منها:
| علم المنظمة | اسم المنظمة                        | تاريخ انضمام المجر | تاريخ انضمام فانواتو |
| ----------- | ---------------------------------- | ------------------ | -------------------- |
|             | يونسكو                             | 14 سبتمبر 1948     | 10 فبراير 1994       |
|             | مؤسسة التمويل الدولية              | 29 أبريل 1985      | 28 سبتمبر 1981       |
|             | منظمة حظر الأسلحة الكيميائية       | ?                  | ?                    |
|             | مؤسسة التنمية الدولية              | 29 أبريل 1985      | 28 سبتمبر 1981       |
|             | منظمة التجارة العالمية             | 1995               | ?                    |
|             | وكالة ضمان الاستثمار متعدد الأطراف | 21 أبريل 1988      | 27 يوليو 1988        |
|             | الاتحاد البريدي العالمي            | ?                  | ?                    |
|             | الاتحاد الدولي للاتصالات           | 1866               | 30 مارس 1988         |
|             | الأمم المتحدة                      | 14 ديسمبر 1955     | 15 سبتمبر 1981       |
|             | البنك الدولي للإنشاء والتعمير      | 7 يوليو 1982       | 28 سبتمبر 1981       |

## وصلات خارجية
- موقع وزارة الخارجية المجرية